# La Belle Ferronière
La Belle Ferronière – obraz olejny namalowany przez Leonarda da Vinci pomiędzy rokiem 1490 a 1495. Jest to portret en face przedstawiający Lucrezię Crivelli, kochankę Ludwika Sforzy. Znajduje się w Luwrze. Wymiary obrazu wynoszą 63 × 45 cm.

## Historia
Obraz został namalowany pomiędzy rokiem 1490 a 1495 na desce orzechowej. Tworząc portret Leonardo inspirował się portretami Antonelli da Messiny. Podkład wykonano bielą ołowianą. Podczas prac nad obrazem Leonardo naniósł poprawki na konturze twarzy oraz zredefiniował tęczówki w celu wywołania efektu magnetycznego spojrzenia. Podczas prac nad obrazem Leonardo zajmował się badaniami z zakresu optyki.
Prawdopodobnie portret przedstawia Lucrezię Crivelli. Od 1494 roku była oficjalną metresą (maîtresse-en-titre) Ludwika Sforzy, zajęła ona miejsce Cecylii Gallerani.

## Opis obrazu
Szyja i podbródek Lucrezii są w delikatnym półcieniu. Źródło światła znajduje się po lewej stronie u góry. Światło pada bezpośrednio na lewe ramię Lucrezii. Stąd odbija się i tworzy smugę świetlną po lewej stronie żuchwy. Smuga jest na tyle jasna i wyraźna, że podejrzewano, iż została namalowana przez jednego z uczniów Leonarda lub restauratora obrazu. Głowa Lucrezii jest lekko obrócona. Jej spojrzenie jest wyzywające. Szata została oddana materialnie i werystycznie. W przeciwieństwie do Antonella Leonardo nie zawarł inskrypcji z podpisem i datą na parapecie.

## Dalsze losy
W Kodeksie Atlantyckim znajdują się trzy epigramaty anonimowego poety, które opisują postać na obrazie. Prawdopodobnie portret został wspomniany w Dzienniku Antonia de Beatis, w kolejnym dniu po wizycie kardynała Luigiego d’Aragona w pracowni Leonarda w Ambroise w październiku 1517 roku. Obraz został również wspomniany w Trésor des merveilles de Fontainebleau pod tytułem „Portret księżnej z Mantui”. Z tego powodu podejrzewano, że portret przedstawia Elisabettę Gonzagę, Isabellę Gualandę lub Beatrice d’Este, żonę Ludwika Sforzy.
W XX wieku obraz został na nowo przeanalizowany. Przeprowadzono badania naukowe, które wykluczyły, że obraz namalowano na desce pochodzącej z tego samego drzewa co deska Damy z gronostajem.
Przez współczesnych historyków sztuki i biografistów Leonarda (m.in. Alessandra Vezzosiego, Franka Zöllnera i Waltera Isaacsona) portret jest uważany za dzieło Leonarda. Być może w pracach nad obrazem uczestniczyli również uczniowie Leonarda. W 1907 roku koneser sztuki Bernard Berenson w monografii poświęconej malarzom z Włoch Północnych napisał, że obraz mógł namalować Leonardo, co należałoby przyjąć z żalem. W późniejszej edycji książki z 1932 roku przypisał portret do twórczości Leonarda. Według Kennetha Clarka portret powstał wyłącznie dlatego, by zadowolić księcia Ludwika Sforzę. Antonina Vallentin w swojej biografii Leonarda podaje, że obraz, przez stulecia uważany za dzieło Leonardo, faktycznie został namalowany przez Giovanniego Antonia Boltraffiego.